# محمد الفحام
محمد محمد الفحَّام (1894 - 1980 م) الإمام الأكبر وشيخ الجامع الأزهر الأسبق، سبقه الشيخ حسن مأمون ولحقه الشيخ عبد الحليم محمود.

## مولده ونشأته
ولد بالإسكندرية في 18 من ربيع الأول سنة 1321 هـ، الموافق 18 من سبتمبر سنة 1894 م، وسلك في تعلُّمه المسلك الذائع في عصره؛ فحفظ القرآن الكريم، ثم لحق بمعهد الإسكندرية الديني، وقضى به سنوات حصل فيها على شهادته الابتدائية والثانوية، ثم درس بالجامع الأزهر، ونال شهادته العالمية سنة 1922 م. ترجع جذوره إلى قرية بني مر بمحافظة أسيوط حيث يوجد بها حتى الآن معظم أقربائه وهم معروفون باسم عائلة الدك ومنهم عثمان الدك والشيخ حسن الدك.

## حياته الدعوية
- التحق بالمعهد الديني بالإسكندرية في العام 1903.
- حصل على الشهادة العالمية في العام 1922.
- عمل فور تخرجه بالتجارة هرباً من القيد الوظيفي إلى أن تقدم لمسابقة الأزهر لاختيار مدرسين لمادة الرياضيات وقبل بها.
- عمل بالتدريس بالمعهد الديني بالإسكندرية في العام 1926 حيث درَّس الرياضيات والحديث والنحو والصرف والبلاغة.
- عمل بالتدريس بكلية الشريعة في العام 1935 حيث درس مادة المنطق.
- حصل على الدكتوراه من السوربون في العام 1946.
- عمل فور عودته من البعثة مدرساً بكلية الشريعة.
- عمل مدرساً للأدب المقارن والنحو بكلية اللغة العربية وانتدب لكلية الآداب جامعة الإسكندرية.
- عين عميداً لكلية اللغة العربية في العام 1959.
- اختير عضواً في مجمع اللغة العربية في العام 1972.

## مشيخة الأزهر
صدر القرار الجمهوري باختيار الشيخ الفحام شيخاً للجامع الأزهر في 17 سبتمبر 1969م وظل في منصبه حتى العام 1973 حيث طلب إعفاءه من منصبه لظروفه الصحية.

## وفاته
توفي بالقاهرة يوم الأحد 20 من شوال سنة 1400 هـ، الموافق 31 من أغسطس سنة 1980 م. وتخليدًا لذِكْرِه أطلقت كلية اللغة العربية بالقاهرة اسمه على إحدى قاعاتها الكبرى.